# Bubsy 2
Bubsy 2 är ett plattformsspel, och uppföljaren till Bubsy in Claws Encounters of the Furred Kind. Spelet utgavs 1994 till Sega Mega Drive, SNES och Game Boy.
Denna gång skall Bubsy samla kulor och inte garnnystan. En nyhet är möjligheten att använda en pistol. tvåspelarläge infördes också, där spelare 2 styr en av Bubsys yngre släktingar.

### Fotnoter
1. ↑  Bubsy 2 Sega Genesis på IGN
2. ↑  Bubsy 2 SNES på IGN
3. ↑  Bubsy 2 på Allgame
4. ↑  IGN Retro Feature
5. ↑  Super Bubsy PC på Allgame
6. ↑  Hardcore Gaming 101 Feature